# 甲信越地方

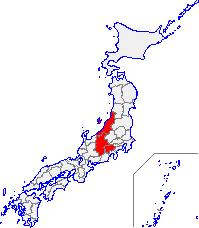
甲信越地方位置圖

甲信越地方（日语：／ Kōshin'etsu Chihō）是日本中部地方東部的山梨、長野、新潟等3縣的合稱，名稱來自昔日該3縣所對應的令制國名——甲斐國、信濃國及越後國的首字。這3個令制國的涵蓋範圍與現今3縣轄域幾乎一致。而在眾議院比例代表選區劃分下，山梨縣屬南關東、長野新潟2縣屬北陸信越。